# スポットライト〜夢見るアイドルリアリティーショー〜
スポットライト〜夢見るアイドルリアリティーショー〜（スポットライト ゆめみるアイドルリアリティーショー）は、CBCテレビで放送していた番組である。
ここではこの番組から誕生したアイドルユニット「カランコエ」についても詳述する。

## 概要
平成から令和にかけ多くのアイドルグループが誕生する中で、仮面女子をプロデュースするアリスプロジェクトが監修を務め、新たなアイドルグループを誕生させ、その過程をオーディションの段階からつぶさに報告する全10回からなるリアリティ番組。

## カランコエ
カランコエ(Kalanchoe)は、日本の5人組アイドルユニット。
当番組の中でオーディションを行い、3名が選抜され、さらに仮面女子より森下舞桜（まお）と月野もあ（もあ）を加えて5人で活動。
2021年2月2日よりLINE LIVE「カランコエチャンネル」にて月曜以外の毎日ライブ配信を行っているが、まおともあ以外の3人がローテーションで行っている。2月24日、LINE LIVE「CBCチャンネル」においてオンラインライブという形で初お披露目。デビュー曲はこの時点で未発表のため、仮面女子曲より「COLOR☆DAY」と「sexy☆rabbit」の2曲で行った。
デビュー曲は「DISCO☆MAGIC」。番組最終回の第10回で初披露され、2021年4月12日に配信限定シングルとしてリリースされた。

### メンバー
| 名前         | 生年月日       | 出身地 | LINE LIVE 担当日 | 備考（他所属ユニット等）           |
| ------------ | -------------- | ------ | ---------------- | ---------------------------------- |
| もあ         | 1994年3月7日   | 埼玉県 | -                | 仮面女子、アーマーガールズ         |
| まお         | 2002年11月11日 | 長野県 | -                | 仮面女子、アリス十番               |
| ここ（虹湖） |                | 福岡県 | 火・金           | 高一ミスコン2020全国ファイナリスト |
| ひめこ       |                | 岩手県 | 水・土           | Tiktoker「ひこ」としても活動       |
| りん         |                | 愛知県 | 木・日           |                                    |

### メディア出演
- メイプル超音楽（CBCテレビ　2021年4月11日（10日深夜）放送分）
- チュウモリ『酒井直斗のラジノート』（CBCラジオ　2021年4月14日放送分（予定））